# あなたの前に僕がいた
「あなたの前に僕がいた」（あなたのまえにぼくがいた）は、1972年10月21日にCBS・ソニー（現：ソニー・ミュージックレーベルズ）から発売されたフォーリーブスの17枚目のシングルである。

## 概要
青山孝がメインボーカル。バラード曲で新境地を開いた。

## 収録曲
1. あなたの前に僕がいた
作詞：北公次／作・編曲：都倉俊一／作品コード:001-1129-5
2. 孤独よさらば
作詞：北公次／作・編曲：都倉俊一